# رها اردم
رها اردم (انگلیسی: Reha Erdem؛ زادهٔ ۱۹۶۰) فیلم‌ساز و کارگردان اهل ترکیه است. او از سال ۱۹۸۸ میلادی تاکنون مشغول فعالیت بوده‌است.
رها اردم یکی از برجسته‌ترین فیلمسازان ترکیه است. رشته تحصیلی او تاریخ است و هیچ تحصیلات دانشگاهی در حوزه هنر و سینما ندارد. اردم که توسط منتقد ورایتی به عنوان خاص‌‌ترین کارگردان حال حاضر توصیف شد تاکنون هشت فیلم بلند در کارنامه هنری خود دارد و با آخرین فیلم خود، «دنیای بزرگ بزرگ»، که در بخش افق نگاه جشنواره فیلم ونیز اکران شد توانست به درجه جدیدی از فیلمسازی برسد و وجه جدیدی از سینمای ترکیه را به نمایش بگذارد.

## گزیده فیلم‌شناسی
- دویدن برای پول (۱۹۹۹)
- مامان، من می‌ترسم! (۲۰۰۴)
- زمان‌ها و بادها (۲۰۰۶)
- کیهان (۲۰۱۰)
- زندگی (۲۰۱۳)
- دنیای بزرگ بزرگ (۲۰۱۶)